# 島田泰助
島田 泰助（しまだ たいすけ、1953年 - ）は、日本の農水官僚。元林野庁長官。神奈川県出身。

## 人物
1976年農林省に林学職で入省。主に林野庁で勤務し、1999年国有林野部業務課長。2006年に森林整備部長、2009年に林野庁長官となる。2010年退任し、農水産業協同組合貯金保険機構理事長。2013年農林水産省に復帰し、分析官。2013年12月辞職する。2025年、瑞宝重光章受章。

## 略歴
- 1976年3月：東京大学農学部林学科卒業
- 1976年4月：農林省入省（林学）[2]
- 1986年12月：石川営林署長
- 1988年12月：前橋営林局経営部監査課監査官
- 1989年4月：前橋営林局総務部職員課長
- 1991年4月：前橋営林局総務部職員厚生課長
- 1991年8月：林野庁国有林野部造林保全課長補佐(造林企画班担当)
- 1993年4月：福井県農林水産部林政課長
- 1995年8月：林野庁業務部経営企画課長補佐(総括)
- 1997年4月：林野庁業務部業務第一課販売推進室長
- 1999年（平成11年）3月：林野庁国有林野部管理課監査官
- 1999年（平成11年）7月：林野庁国有林野部業務課長
- 2001年（平成13年）4月：林野庁国有林野部経営企画課長
- 2004年（平成16年）7月：九州森林管理局長
- 2006年（平成18年）1月：林野庁森林整備部長
- 2006年（平成18年）8月：林野庁林政部長
- 2008年（平成20年）7月：林野庁次長
- 2009年（平成21年）7月：林野庁長官
- 2010年（平成22年）7月：大臣官房付
- 2010年10月：農水産業協同組合貯金保険機構理事長[3]
- 2013年10月：農林水産省大臣官房政策課政策情報分析官[4]
- 2013年12月：辞職
- 2014年：全国木材組合連合会副会長[5]
- 林業機械化協会会長